# William Masters
William Howell Masters (Cleveland, Ohio; 27 de diciembre de 1915 - Tucson, Arizona; 16 de febrero de 2001) fue un ginecólogo estadounidense que, junto a la psicóloga Virginia Eshelman Johnson, investigó la sexualidad humana en condiciones de laboratorio y desarrolló métodos de terapia orientados al sexo.

## Primeros años
Nació en Cleveland, Ohio, William Masters era hijo de Francis Wynn Masters y Estabrooks Taylor Masters. Fue el mayor de dos hermanos, su hermano de nombre Frank Masters, al crecer, Will tuvo una infancia particularmente difícil por la culpa de su padre. Francis era un hombre difícil, que le gusta llevar el control de las cosas y tenía un muy mal genio. Todas las decisiones del hogar tenían que ser aprobadas por él, y en frecuentes ataques de ira golpeaba fuertemente a Will con un cinturón, a veces hasta hacerlo sangrar. Sin embargo, Will era un niño muy brillante y sobresalió en la escuela. Después de que su tía Sally decidió pagar su matrícula, asistió a la escuela preparatoria para chicos, llamada Escuela de Lawrenceville. Una vez que Will empezó, su padre comenzó a considerarlo un adulto, de igual manera le dio poco o ningún apoyo financiero o de la familia. Rara vez visitó la casa. Con la fiscalización de su primera educación, luego asistió y se graduó en la universidad de Hamilton. Se matriculó en la Universidad de Medicina de Rochester, a partir de la cual recibió su título de médico. Fue miembro de Alfa Delta Phi, y se convirtió en un miembro de la facultad en la Universidad de Washington en St. Louis. En 1942, se casó con su primera esposa, Elizabeth Ellis, quien era conocida como Libby o Betty. La pareja tuvo dos hijos.

## Carrera universitaria
Se graduó en 1943 en la Escuela de Medicina de la Universidad de Rochester. En 1947 se incorporó como profesor a la Universidad de Washington en Saint Louis y en 1957 inició su colaboración con Virginia Johnson. Mediante el empleo de electroencefalogramas, electrocardiogramas y cámaras cinematográficas, estudiaron la fisiología y la anatomía de la actividad sexual. Como resultado de sus investigaciones publicaron un exitoso libro titulado La respuesta sexual humana (1966), además de Incompatibilidad sexual humana (1970), Homosexualidad en perspectiva (1979) y El vínculo del placer (1975), que refutaban una serie de opiniones muy extendidas acerca del orgasmo, la impotencia, la frigidez y la homosexualidad. Junto con Robert C. Kolodny publicaron La sexualidad humana (1982) y Heterosexualidad (1994).

## Carrera de Medicina
Relación con Virginia Johnson
Masters se reunió con Virginia Johnson en 1957, cuando la contrató como asistente de investigación para llevar a cabo un amplio estudio de la sexualidad humana. Masters se divorció de su primera esposa, Elizabeth Ellis, para casarse con Virginia Johnson en 1971. Se divorciaron dos décadas más tarde, con lo que gran parte de su investigación y el negocio de la sociedad conjunta llegaron a su fin.

## Muerte
William Masters sufrió complicaciones de la enfermedad de Parkinson y murió en Tucson, Arizona , el 16 de febrero de 2001. la segunda esposa de Masters, Virginia Johnson, murió en julio de 2013. De Masters sobreviven dos hijos de su matrimonio con Elizabeth Ellis: Sarah Masters Pablo, y William Howell Masters III. quien solía ir a la iglesia episcopal y se registró como republicano

## Cultura popular
La cadena de televisión por cable estadounidense Showtime se inició el 29 de septiembre de 2013, con una serie inspirada en su historia llamada Masters of Sex, basada en la biografía de 2009 del mismo nombre. Está interpretada por Michael Sheen como Masters y la actriz Lizzy Caplan como Virginia Johnson. 
Sheen declaró en una entrevista que no sabía cómo era el verdadero William Masters y que al interpretar su papel estaba realizando su propia interpretación.